# Zwemmen op de Paralympische Zomerspelen 2000
Op de XIe Paralympische Spelen die in 2000 werden gehouden in het Australische Sydney was zwemmen een van de 19 sporten die werd beoefend.

## Evenementen
Er stonden tijdens deze spelen 168 evenementen op het programma 90 voor de mannen en 78 voor de vrouwen.
- 50 m ruslag
- 100 m ruslag

- 50 m schoolslag
- 100 m schoolslag

- 50 m vlinderslag
- 100 m vlinderslag

- 50 m vrije slag
- 100 m vrije slag
- 200 m vrije slag
- 400 m vrije slag

- 150 m Wisselslag
- 200 m Wisselslag

## Mannen
| Rank | Land                | Tijd    |
| ---- | ------------------- | ------- |
| 1    | Spanje              | 2:24.42 |
| 2    | Brazilië            | 2:39.82 |
| 3    | Verenigd Koninkrijk | 2:46.77 |

| Rank | Land                | Tijd    |
| ---- | ------------------- | ------- |
| 1    | Verenigd Koninkrijk | 4:06.85 |
| 2    | Australië           | 4:07.41 |
| 3    | Brazilië            | 4:12.18 |

| Rank | Land                | Tijd    |
| ---- | ------------------- | ------- |
| 1    | Australië           | 4:00.63 |
| 2    | Verenigd Koninkrijk | 4:03.00 |
| 3    | Rusland             | 4:03.29 |

| Rank | Land     | Tijd    |
| ---- | -------- | ------- |
| 1    | Spanje   | 2:39.94 |
| 2    | Brazilië | 2:41.40 |
| 3    | China    | 2:44.93 |

| Rank | Land      | Tijd    |
| ---- | --------- | ------- |
| 1    | Hongarije | 1:58.17 |
| 2    | Nederland | 2:02.68 |
| 3    | Polen     | 2:03.22 |

| Rank | Land                | Tijd    |
| ---- | ------------------- | ------- |
| 1    | Canada              | 4:32.39 |
| 2    | Verenigd Koninkrijk | 4:38.71 |
| 3    | Australië           | 4:39.56 |

| \| Rank \| Land \| Tijd \| \| ---- \| ------------------- \| ------- \| \| 1 \| Japan \| 4:31.26 \| \| 2 \| Verenigd Koninkrijk \| 4:31.33 \| \| 3 \| Spanje \| 4:32.99 \| |                     |         |
| Rank | Land                | Tijd    |
| 1 | Japan               | 4:31.26 |
| 2 | Verenigd Koninkrijk | 4:31.33 |
| 3 | Spanje              | 4:32.99 |

### 50 m rugslag
| Klasse | Snelste tijd | Goud | Goud               | Zilver | Zilver            | Brons | Brons             |
| ------ | ------------ | ---- | ------------------ | ------ | ----------------- | ----- | ----------------- |
| S2     | 1:04.72      | ESP  | Hector Lopez       | GBR    | James Anderson    | FIN   | Pekka Kantola     |
| S3     | 52.72        | CZE  | Martin Kovar       | PER    | Jaime Eulert      | RUS   | Albert Bakaev     |
| S4     | 48.30        | MEX  | Juan Ignacio Reyes | FRA    | Gaetan Dautresire | CHN   | Hua Bin Zeng      |
| S5     | 48.30        | HUN  | Zsolt Vereczkei    | CHN    | Junquan He        | POL   | Krzysztof Sleczka |

### 100 m rugslag
| Klasse | Snelste tijd | Goud | Goud            | Zilver | Zilver           | Brons | Brons             |
| ------ | ------------ | ---- | --------------- | ------ | ---------------- | ----- | ----------------- |
| S6     | 1:18.14      | CAN  | Adam Purdy      | GER    | Swen Michaelis   | CHN   | Jianhua Yin       |
| S7     | 1:16.09      | GBR  | Andrew Lindsay  | GBR    | David Roberts    | ARG   | Guillermo Marro   |
| S8     | 1:09.90      | IRL  | David Malone    | GER    | Holger Kimmig    | USA   | Travis Mohr       |
| S9     | 1:05.15      | GBR  | James Crisp     | NZL    | Sean Tretheway   | ESP   | Jesus Collado     |
| S10    | 1:02.31      | POL  | Maciej Maik     | CAN    | Benoît Huot      | GBR   | Jody Cundy        |
| S11    | 1:09.40      | USA  | Daniel Kelly    | JPN    | Junichi Kawai    | ESP   | Miguel Deniz      |
| S12    | 1:03.98      | JPN  | Yoshikazu Sakai | BLR    | Raman Makarau    | ESP   | Francisco Segarra |
| S13    | 1:04.38      | CAN  | Walter Wu       | ESP    | Enrique Floriano | NOR   | Noel Pedersen     |
| S14    | 1:03.80      | HUN  | Krisztian Santa | POL    | Pawel Penar      | NED   | Alwin Houtsma     |

### 50 m schoolslag
| Klasse | Snelste tijd | Goud | Goud                   | Zilver | Zilver             | Brons | Brons          |
| ------ | ------------ | ---- | ---------------------- | ------ | ------------------ | ----- | -------------- |
| SB2    | 1:00.56      | MEX  | Jose Arnulfo Castorena | USA    | James Thompson     | THA   | Saifon Kaewsri |
| SB3    | 52.87        | ESP  | Miguel Luque           | AUT    | Thomas Rosenberger | ESP   | Javier Torres  |

### 100 m schoolslag
| Klasse | Snelste tijd | Goud | Goud                 | Zilver | Zilver              | Brons | Brons           |
| ------ | ------------ | ---- | -------------------- | ------ | ------------------- | ----- | --------------- |
| SB4    | 1:37.37      | ESP  | Ricardo Ten          | FRA    | Pascal Pinard       | HUN   | Ervin Kovacs    |
| SB5    | 1:34.15      | NED  | Kasper Engel         | RSA    | Tadhg Slattery      | GER   | Thomas Grimm    |
| SB6    | 1:33.72      | USA  | Travis Mohr          | FRA    | Eric Lindmann       | GBR   | Wayne Ryding    |
| SB7    | 1:25.13      | GBR  | Sascha Kindred       | CHN    | Baoren Gong         | GBR   | Matt Walker     |
| SB8    | 1:17.86      | NOR  | Rune Ulvang          | CHN    | Wei Zhao            | DEN   | Martin Jacobsen |
| SB9    | 1:13.91      | AUS  | Paul Barnett         | POL    | Maciej Maik         | RSA   | Hannes Venter   |
| SB11   | 1:17.33      | UKR  | Oleksandr Mashchenko | DEN    | Christian Bundgaard | USA   | Daniel Kelly    |
| SB12   | 1:10.06      | AUS  | Kingsley Bugarin     | POL    | Robert Musiorski    | GBR   | Darren Leach    |
| SB13   | 1:09.26      | NOR  | Noel Pedersen        | RUS    | Dmitriy Ivanov      | DEN   | Ivan Nielsen    |
| SB14   | 1:06.42      | NED  | Alwin Houtsma        | POL    | Piotr Penar         | HUN   | Janos Racz      |

### 50 m vlinderslag
| Klasse | Snelste tijd | Goud | Goud              | Zilver | Zilver             | Brons | Brons          |
| ------ | ------------ | ---- | ----------------- | ------ | ------------------ | ----- | -------------- |
| S4     | 49.98        | THA  | Somchai Doungkaew | MEX    | Juan Ignacio Reyes | DEN   | John Petersson |
| S5     | 42.02        | CHN  | Junquan He        | FRA    | Pascal Pinard      | HUN   | Ervin Kovacs   |
| S6     | 34.01        | ESP  | Daniel Vidal      | BRA    | Luis Silva         | CHN   | Kai Xia        |
| S7     | 33.27        | UKR  | Yuriy Andryushin  | GBR    | Ritchie Barber     | AUS   | Mark Altmann   |
| S14    | 27.89        | NED  | Alwin Houtsma     | HUN    | Krisztian Santa    | HUN   | Tibor Szedoe   |

### 100 m vlinderslag
| Klasse | Snelste tijd | Goud | Goud          | Zilver | Zilver          | Brons | Brons              |
| ------ | ------------ | ---- | ------------- | ------ | --------------- | ----- | ------------------ |
| S8     | 1:08.24      | GBR  | Giles Long    | DEN    | Emil Broendum   | AUS   | Benoit Austin      |
| S9     | 1:04.58      | ESP  | Jesus Collado | GBR    | James Crisp     | CAN   | Andrew Haley       |
| S10    | 1:00.21      | GBR  | Jody Cundy    | CAN    | Philippe Gagnon | AUS   | Scott Brockenshire |
| S12    | 1:01.83      | BLR  | Raman Makarau | GBR    | Ian Sharpe      | JPN   | Yoshikazu Sakai    |
| S13    | 1:00.87      | CAN  | Walter Wu     | CAN    | Brian Hill      | RSA   | Scott Field        |

### 50 m vrije slag
| Klasse | Snelste tijd | Goud | Goud                | Zilver | Zilver          | Brons | Brons               |
| ------ | ------------ | ---- | ------------------- | ------ | --------------- | ----- | ------------------- |
| S2     | 1:00.11      | USA  | Curtis Lovejoy      | GBR    | James Anderson  | POL   | Miroslaw Piesak     |
| S3     | 50.19        | PER  | Jaime Eulert        | GBR    | Kenneth Cairns  | RUS   | Albert Bakaev       |
| S4     | 40.30        | ESP  | Ricardo Oribe       | ITA    | Luca Mazzone    | BRA   | Clodoaldo Silva     |
| S5     | 37.72        | ESP  | Sebastian Rodriguez | POL    | Ryszard Beczek  | HUN   | Ervin Kovacs        |
| S6     | 32.13        | CHN  | Jianhua Yin         | ESP    | Daniel Vidal    | DEN   | Peter Lund Andersen |
| S7     | 28.58        | GBR  | David Roberts       | GBR    | Matt Walker     | AUS   | Alex Harris         |
| S8     | 28.30        | GRE  | Konstantinos Fykas  | CHN    | Hengheng Tian   | DEN   | Emil Broendum       |
| S9     | 26.36        | CHN  | Xiao Ming Xiong     | BRA    | Mauro Brasil    | CZE   | Pavel Machala       |
| S10    | 25.89        | CAN  | Benoît Huot         | RSA    | Hannes Venter   | BRA   | Danilo Glasser      |
| S11    | 26.37        | JPN  | Junichi Kawai       | USA    | Daniel Kelly    | UKR   | Ruslan Burlakov     |
| S12    | 26.54        | RSA  | Ebert Kleynhans     | GBR    | Darren Leach    | GBR   | Ian Sharpe          |
| S13    | 24.67        | RUS  | Andrey Strokin      | RSA    | Scott Field     | GBR   | Dervis Konuralp     |
| S14    | 25.42        | NED  | Alwin Houtsma       | HUN    | Krisztian Santa | RSA   | Craig Groenewald    |

### 100 m vrije slag
| Klasse | Snelste tijd | Goud | Goud                | Zilver | Zilver                | Brons | Brons                  |
| ------ | ------------ | ---- | ------------------- | ------ | --------------------- | ----- | ---------------------- |
| S2     | 2:10.48      | USA  | Curtis Lovejoy      | GBR    | James Anderson        | FRA   | Philippe Revillon      |
| S3     | 1:54.14      | GBR  | Kenneth Cairns      | RUS    | Albert Bakaev         | CZE   | Martin Kovar           |
| S4     | 1:25.92      | ESP  | Ricardo Oribe       | BRA    | Clodoaldo Silva       | CZE   | Jan Povysil            |
| S5     | 1:17.94      | ESP  | Sebastian Rodriguez | POL    | Ryszard Beczek        | GER   | Lars Luerig            |
| S6     | 1:08.10      | CHN  | Jianhua Yin         | BRA    | Adriano Gomes de Lima | DEN   | Peter Lund Andersen    |
| S7     | 1:03.36      | GBR  | David Roberts       | AUS    | Alex Harris           | NZL   | Dean Booth             |
| S8     | 1:02.50      | GRE  | Konstantinos Fykas  | GER    | Holger Kimmig         | ESP   | Juan Francisco Jimenez |
| S9     | 58.62        | CHN  | Xiao Ming Xiong     | AUS    | Cameron de Burgh      | GBR   | James Crisp            |
| S10    | 54.30        | CAN  | Philippe Gagnon     | CAN    | Benoît Huot           | AUS   | Scott Brockenshire     |
| S11    | 1:00.32      | USA  | Daniel Kelly        | JPN    | Junichi Kawai         | UKR   | Ruslan Burlakov        |
| S12    | 57.35        | RSA  | Ebert Kleynhans     | JPN    | Yoshikazu Sakai       | GBR   | Darren Leach           |
| S13    | 55.70        | RUS  | Andrey Strokin      | RSA    | Scott Field           | CAN   | Walter Wu              |
| S14    | 56.60        | NED  | Alwin Houtsma       | HUN    | Krisztian Santa       | SVK   | Pavol Kolackovsky      |

### 200 m vrije slag
| Klasse | Snelste tijd | Goud | Goud                | Zilver | Zilver         | Brons | Brons            |
| ------ | ------------ | ---- | ------------------- | ------ | -------------- | ----- | ---------------- |
| S3     | 3:39.47      | FRA  | Gaetan Dautresire   | GBR    | Kenneth Cairns | ESP   | Samuel Soler     |
| S4     | 3:02.19      | ESP  | Ricardo Oribe       | ITA    | Luca Mazzone   | DEN   | John Petersson   |
| S5     | 2:49.91      | ESP  | Sebastian Rodriguez | POL    | Ryszard Beczek | GER   | Lars Luerig      |
| S14    | 2:02.59      | SVK  | Pavol Kolackovsky   | NED    | Alwin Houtsma  | RSA   | Craig Groenewald |

### 400 m vrije slag
| Klasse | Snelste tijd | Goud | Goud                | Zilver | Zilver                 | Brons | Brons            |
| ------ | ------------ | ---- | ------------------- | ------ | ---------------------- | ----- | ---------------- |
| S6     | 5:21.50      | DEN  | Peter Lund Andersen | CHN    | Zhiqiang Zhang         | CHN   | Jianhua Yin      |
| S7     | 4:53.75      | NZL  | Dean Booth          | GBR    | David Roberts          | FRA   | Eric Lindmann    |
| S8     | 4:42.97      | USA  | Jason Wening        | ESP    | Juan Francisco Jimenez | DEN   | Emil Broendum    |
| S9     | 4:25.73      | ESP  | Jaime Serrano       | ESP    | Enrique Tornero        | GBR   | James Crisp      |
| S10    | 4:11.44      | CAN  | Philippe Gagnon     | CAN    | Benoît Huot            | NED   | Joost de Hoogh   |
| S12    | 4:27.70      | AUS  | Jeffrey Hardy       | AUS    | Kingsley Bugarin       | POL   | Robert Musiorski |
| S13    | 4:16.20      | ESP  | Enrique Floriano    | CAN    | Walter Wu              | GBR   | Christopher Fox  |

### 150 m wisselslag
| Klasse | Snelste tijd | Goud | Goud               | Zilver | Zilver            | Brons | Brons          |
| ------ | ------------ | ---- | ------------------ | ------ | ----------------- | ----- | -------------- |
| SM3    | 3:06.44      | MEX  | Juan Ignacio Reyes | THA    | Somchai Doungkaew | BRA   | Genezi Andrade |
| SM4    | 2:37.94      | ESP  | Javier Torres      | POL    | Krzysztof Sleczka | DEN   | John Petersson |

### 200 m wisselslag
| Klasse | Snelste tijd | Goud | Goud              | Zilver | Zilver         | Brons | Brons               |
| ------ | ------------ | ---- | ----------------- | ------ | -------------- | ----- | ------------------- |
| SM5    | 3:08.39      | ESP  | Pablo Cimadevilla | FRA    | Pascal Pinard  | POL   | Arkadiusz Pawlowski |
| SM6    | 2:57.42      | GBR  | Sascha Kindred    | RSA    | Tadhg Slattery | GER   | Thomas Grimm        |
| SM7    | 2:49.17      | FRA  | Eric Lindmann     | HUN    | Janos Becsey   | SUI   | Daniel Kuenzi       |
| SM8    | 2:38.11      | CHN  | Hengheng Tian     | AUS    | Benoit Austin  | GER   | Holger Kimmig       |
| SM9    | 2:25.33      | GBR  | James Crisp       | ESP    | Jaime Serrano  | ESP   | Jesus Collado       |
| SM10   | 2:17.13      | CAN  | Benoît Huot       | POL    | Maciej Maik    | NED   | Jurjen Engelsman    |
| SM11   | 2:30.29      | USA  | Daniel Kelly      | JPN    | Junichi Kawai  | CAN   | Donovan Tildesley   |
| SM12   | 2:23.50      | AUS  | Kingsley Bugarin  | BLR    | Raman Makarau  | BLR   | Yury Rudzenok       |
| SM13   | 2:19.74      | ESP  | Enrique Floriano  | CAN    | Walter Wu      | CAN   | Tyler Emmett        |
| SM14   | 2:18.33      | NED  | Alwin Houtsma     | AUS    | Stewart Pike   | HUN   | Krisztian Santa     |

## Vrouwen
| Rank | Land             | Tijd    |
| ---- | ---------------- | ------- |
| 1    | Japan            | 3:01.31 |
| 2    | Verenigde Staten | 3:02.47 |
| 3    | Australië        | 3:05.15 |

| Rank | Land             | Tijd    |
| ---- | ---------------- | ------- |
| 1    | Canada           | 4:38.01 |
| 2    | Verenigde Staten | 4:45.57 |
| 3    | Australië        | 4:48.34 |

| Rank | Land                | Tijd    |
| ---- | ------------------- | ------- |
| 1    | Frankrijk           | 3:10.37 |
| 2    | Duitsland           | 3:27.59 |
| 3    | Verenigd Koninkrijk | 3:28.94 |

| Rank | Land                | Tijd    |
| ---- | ------------------- | ------- |
| 1    | Canada              | 5:07.56 |
| 2    | Verenigd Koninkrijk | 5:27.94 |
| 3    | Australië           | 5:30.88 |

### 50 m rugslag
| Klasse | Snelste tijd | Goud | Goud            | Zilver | Zilver              | Brons | Brons            |
| ------ | ------------ | ---- | --------------- | ------ | ------------------- | ----- | ---------------- |
| S2     | 1:21.20      | ESP  | Sara Carracelas | IRL    | Mairead Berry       | GRE   | Maria Kalpakidou |
| S3     | 1:01.73      | GER  | Annke Conradi   | POR    | Susana Barroso      | CZE   | Jana Hoffmanova  |
| S4     | 50.38        | JPN  | Mayumi Narita   | FRA    | Anne Cecile Lequien | RUS   | Natalia Popova   |
| S5     | 41.54        | FRA  | Béatrice Hess   | CZE    | Katerina Liskova    | ESP   | Teresa Perales   |
| S14    | 32.56        | AUS  | Siobhan Paton   | CZE    | Ivana Kumpostova    | EST   | Janne Mugame     |

### 100 m rugslag
| Klasse | Snelste tijd | Goud | Goud                  | Zilver | Zilver               | Brons | Brons                 |
| ------ | ------------ | ---- | --------------------- | ------ | -------------------- | ----- | --------------------- |
| S6     | 1:34.73      | MEX  | Doramitzi Gonzalez    | GBR    | Nyree Lewis          | FRA   | Ludivine Loiseau      |
| S7     | 1:26.31      | ISL  | Kristin Hakonardottir | NOR    | Eva Renate Indrevold | USA   | Shannon Bothelio      |
| S8     | 1:18.60      | ISR  | Keren Or Leybovitch   | GBR    | Fiona Neale          | FRO   | Heidi Andreasen       |
| S9     | 1:11.04      | CAN  | Stephanie Dixon       | POL    | Beata Drozdowska     | AUS   | Casey Redford         |
| S10    | 1:14.61      | USA  | Karen Norris          | GBR    | Sarah Bailey         | CAN   | Anne Cecile Polinario |
| S11    | 1:23.59      | CHN  | Qiming Dong           | GER    | Daniela Roehle       | ESP   | Raquel Saavedra       |
| S12    | 1:11.60      | CHN  | Hong Yan Zhu          | USA    | Trischa Zorn         | POL   | Patrycja Harajda      |

### 50 m schoolslag
| Klasse | Snelste tijd | Goud | Goud             | Zilver | Zilver         | Brons | Brons          |
| ------ | ------------ | ---- | ---------------- | ------ | -------------- | ----- | -------------- |
| SB3    | 58.12        | GBR  | Margaret McEleny | JPN    | Mayumi Narita  | MEX   | Patricia Valle |
| SB14   | 37.11        | CZE  | Ivana Kumpostova | ESP    | Yolanda Jurado | AUS   | Alicia Aberley |

### 100 m schoolslag
| Klasse | Snelste tijd | Goud | Goud                  | Zilver | Zilver           | Brons | Brons           |
| ------ | ------------ | ---- | --------------------- | ------ | ---------------- | ----- | --------------- |
| SB5    | 1:47.15      | USA  | Erin Popovich         | SWE    | Nora Prochazka   | GBR   | Nyree Lewis     |
| SB6    | 1:52.74      | AUS  | Judith Green          | USA    | Sarah Castle     | AUS   | Lucy Williams   |
| SB7    | 1:35.64      | ISL  | Kristin Hakonardottir | AUS    | Tamara Nowitzki  | AUS   | Stacey Williams |
| SB8    | 1:26.99      | DEN  | Sisse Grynet Egeborg  | BEL    | Sabrina Bellavia | AUS   | Brooke Stockham |
| SB9    | 1:16.93      | CAN  | Jessica Sloan         | RUS    | Yulia Nikitina   | GBR   | Lara Ferguson   |
| SB12   | 1:25.42      | ESP  | Deborah Font          | USA    | Trischa Zorn     | GBR   | Elaine Barrett  |
| SB13   | 1:19.43      | CAN  | Kirby Cote            | CAN    | Chelsey Gotell   | USA   | Elizabeth Scott |

### 50 m vlinderslag
| Klasse | Snelste tijd | Goud | Goud             | Zilver | Zilver             | Brons | Brons              |
| ------ | ------------ | ---- | ---------------- | ------ | ------------------ | ----- | ------------------ |
| S5     | 41.80        | FRA  | Béatrice Hess    | ESP    | Teresa Perales     | HUN   | Katalin Engelhardt |
| S6     | 39.13        | USA  | Erin Popovich    | FRA    | Ludivine Loiseau   | MEX   | Doramitzi Gonzalez |
| S7     | 38.81        | CAN  | Elisabeth Walker | SVK    | Margita Prokeinova | USA   | Shannon Bothelio   |
| S14    | 31.05        | AUS  | Siobhan Paton    | GBR    | Emma Mounkley      | CZE   | Vera Stillnerova   |

### 100 m vlinderslag
| Klasse | Snelste tijd | Goud | Goud                   | Zilver | Zilver        | Brons | Brons                 |
| ------ | ------------ | ---- | ---------------------- | ------ | ------------- | ----- | --------------------- |
| S8     | 1:22.33      | NED  | Syreeta van Amelsvoort | CAN    | Andrea Cole   | HUN   | Dora Pasztory         |
| S9     | 1:15.49      | GBR  | Emily Jennings         | DEN    | Ricka Stenger | AUS   | Katerina Bailey       |
| S12    | 1:09.09      | CHN  | Hong Yan Zhu           | USA    | Trischa Zorn  | ESP   | Ana Garcia-Arcicollar |

### 50 m vrije slag
| Klasse | Snelste tijd | Goud | Goud                | Zilver | Zilver           | Brons | Brons                 |
| ------ | ------------ | ---- | ------------------- | ------ | ---------------- | ----- | --------------------- |
| S2     | 1:15.46      | GBR  | Victoria Broadribb  | IRL    | Mairead Berry    | ESP   | Sara Carracelas       |
| S3     | 59.92        | CZE  | Jana Hoffmanova     | GER    | Annke Conradi    | MEX   | Patricia Valle        |
| S4     | 39.23        | JPN  | Mayumi Narita       | GER    | Kay Espenhayn    | DEN   | Karen Breumsoe        |
| S5     | 36.85        | FRA  | Béatrice Hess       | UKR    | Olena Akopyan    | ESP   | Teresa Perales        |
| S6     | 36.02        | MEX  | Doramitzi Gonzalez  | USA    | Erin Popovich    | GBR   | Jeanette Chippington  |
| S7     | 34.98        | CAN  | Danielle Campo      | USA    | Shannon Bothelio | AUS   | Amanda Fraser         |
| S8     | 31.85        | ISR  | Keren Or Leybovitch | FRO    | Heidi Andreasen  | DEN   | Pernille Thomsen      |
| S9     | 30.94        | DEN  | Ricka Stenger       | CAN    | Stephanie Dixon  | BEL   | Sabrina Bellavia      |
| S10    | 28.44        | CAN  | Jessica Sloan       | USA    | Kendra Berner    | CAN   | Anne Cecile Polinario |
| S11    | 33.51        | BRA  | Fabiana Sugimori    | CAN    | Jessica Tuomela  | AUS   | Tracey Cross          |
| S12    | 28.67        | CHN  | Hong Yan Zhu        | EST    | Marge Kõrkjas    | USA   | Trischa Zorn          |
| S13    | 28.62        | USA  | Elizabeth Scott     | CAN    | Kirby Cote       | CAN   | Chelsey Gotell        |
| S14    | 29.13        | AUS  | Siobhan Paton       | GBR    | Emma Mounkley    | GBR   | Tracy Wiscombe        |

### 100 m vrije slag
| Klasse | Snelste tijd | Goud | Goud                | Zilver | Zilver             | Brons | Brons                  |
| ------ | ------------ | ---- | ------------------- | ------ | ------------------ | ----- | ---------------------- |
| S2     | 2:43.67      | IRL  | Mairead Berry       | ESP    | Sara Carracelas    | MEX   | Virginia Hernandez     |
| S3     | 2:03.94      | MEX  | Patricia Valle      | GER    | Annke Conradi      | CZE   | Jana Hoffmanova        |
| S4     | 1:30.06      | JPN  | Mayumi Narita       | GER    | Kay Espenhayn      | DEN   | Karen Breumsoe         |
| S5     | 1:18.99      | FRA  | Béatrice Hess       | UKR    | Olena Akopyan      | ESP   | Teresa Perales         |
| S6     | 1:19.72      | USA  | Erin Popovich       | MEX    | Doramitzi Gonzalez | GBR   | Jeanette Chippington   |
| S7     | 1:14.64      | CAN  | Danielle Campo      | USA    | Lauren Reynolds    | ISL   | Kristin Hakonardottir  |
| S8     | 1:10.25      | ISR  | Keren Or Leybovitch | FRO    | Heidi Andreasen    | AUS   | Priya Cooper           |
| S9     | 1:07.12      | CAN  | Stephanie Dixon     | AUS    | Melissa Carlton    | NED   | Mendy Meenderink       |
| S10    | 1:01.67      | CAN  | Jessica Sloan       | USA    | Kendra Berner      | CAN   | Anne Cecile Polinario  |
| S11    | 1:14.31      | ESP  | Anais Garcia        | AUS    | Tracey Cross       | FIN   | Eeva Riitta Fingerroos |
| S12    | 1:01.97      | CHN  | Hong Yan Zhu        | GBR    | Melanie Easter     | GBR   | Kirsty Stoneham        |
| S13    | 1:02.38      | USA  | Elizabeth Scott     | CAN    | Kirby Cote         | USA   | Jennifer Butcher       |
| S14    | 1:03.35      | AUS  | Siobhan Paton       | AUS    | Alicia Aberley     | GBR   | Tracy Wiscombe         |

### 200 m vrije slag
| Klasse | Snelste tijd | Goud | Goud          | Zilver | Zilver         | Brons | Brons          |
| ------ | ------------ | ---- | ------------- | ------ | -------------- | ----- | -------------- |
| S4     | 3:12.79      | JPN  | Mayumi Narita | GER    | Kay Espenhayn  | DEN   | Karen Breumsoe |
| S5     | 2:44.61      | FRA  | Béatrice Hess | UKR    | Olena Akopyan  | ESP   | Teresa Perales |
| S14    | 2:14.90      | AUS  | Siobhan Paton | GBR    | Tracy Wiscombe | AUS   | Alicia Aberley |

### 400 m vrije slag
| Klasse | Snelste tijd | Goud | Goud             | Zilver | Zilver                | Brons | Brons            |
| ------ | ------------ | ---- | ---------------- | ------ | --------------------- | ----- | ---------------- |
| S6     | 6:19.13      | USA  | Stephanie Brooks | AUS    | Elizabeth Wright      | GER   | Maria Goetze     |
| S7     | 5:32.33      | USA  | Lauren Reynolds  | CAN    | Danielle Campo        | CAN   | Moorea Longstaff |
| S8     | 5:11.73      | AUS  | Priya Cooper     | FRO    | Heidi Andreasen       | POL   | Aneta Michalska  |
| S9     | 4:53.83      | CAN  | Stephanie Dixon  | AUS    | Melissa Carlton       | AUS   | Dianna Ley       |
| S10    | 4:43.93      | AUS  | Gemma Dashwood   | USA    | Kendra Berner         | GER   | Claudia Hengst   |
| S11    | 5:37.17      | ESP  | Anais Garcia     | AUS    | Tracey Cross          | NED   | Marion Nijhof    |
| S12    | 4:53.95      | GBR  | Melanie Easter   | ESP    | Ana Garcia-Arcicollar | ESP   | Deborah Font     |

### 200 m wisselslag
| Klasse | Snelste tijd | Goud | Goud             | Zilver | Zilver             | Brons | Brons                 |
| ------ | ------------ | ---- | ---------------- | ------ | ------------------ | ----- | --------------------- |
| SM6    | 3:13.58      | FRA  | Béatrice Hess    | USA    | Erin Popovich      | GER   | Maria Goetze          |
| SM7    | 3:14.36      | CAN  | Elisabeth Walker | SVK    | Margita Prokeinova | ISL   | Kristin Hakonardottir |
| SM8    | 3:02.91      | HUN  | Dora Pasztory    | NZL    | Gillian Pollock    | AUS   | Brooke Stockham       |
| SM9    | 2:44.89      | DEN  | Ricka Stenger    | CAN    | Stephanie Dixon    | CZE   | Katerina Coufalova    |
| SM10   | 2:33.64      | CAN  | Jessica Sloan    | AUS    | Gemma Dashwood     | GER   | Claudia Hengst        |
| SM11   | 3:02.82      | CHN  | Qiming Dong      | GBR    | Elaine Barrett     | RUS   | Olga Sokolova         |
| SM12   | 2:38.82      | CHN  | Hong Yan Zhu     | USA    | Trischa Zorn       | GBR   | Melanie Easter        |
| SM13   | 2:29.59      | CAN  | Kirby Cote       | USA    | Elizabeth Scott    | CAN   | Chelsey Gotell        |
| SM14   | 2:33.44      | AUS  | Siobhan Paton    | AUS    | Alicia Aberley     | GBR   | Emma Mounkley         |

### 150 m wisselslag
| Klasse | Snelste tijd | Goud | Goud          | Zilver | Zilver        | Brons | Brons            |
| ------ | ------------ | ---- | ------------- | ------ | ------------- | ----- | ---------------- |
| SM4    | 2:53.73      | JPN  | Mayumi Narita | GER    | Kay Espenhayn | GBR   | Margaret McEleny |

Atletiek · Bankdrukken · Basketbal · Boogschieten · Boccia · CP-voetbal · Goalball · Judo · Paardensport · Rugby · Schermen · Schietsport · Tafeltennis · Tennis · Volleybal · Wielersport · Zeilen · Zwemmen
Rome 1960 ·
Tokio 1964 ·
Tel Aviv 1968 ·
Heidelberg 1972 ·
Toronto 1976 ·
Arnhem 1980 ·
New York & Stoke Mandeville 1984 ·
Seoel 1988 ·
Barcelona 1992 ·
Atlanta 1996 ·
Sydney 2000 ·
Athene 2004 ·
Peking 2008 ·
Londen 2012 ·
Rio de Janeiro 2016 ·
Tokio 2020 ·
Parijs 2024 ·
Los Angeles 2028